# Kiasmos
Kiasmos est un duo de musique islando-féroïen se consacrant à la techno minimale et à la musique expérimentale. Ses membres, Ólafur Arnalds et Janus Rasmussen, débutent en 2009 ensemble. Ils comptent un album et quatre EP.

## Histoire
En 2009, le duo sort son premier disque, 65/Milo, en collaboration avec Rival Consoles. En 2014, le groupe sort son premier album, intitulé Kiasmos, sur le label Erased Tapes Records.

## Membres
Ólafur Arnalds et Janus Rasmussen ont commencé à travailler ensemble lorsque Ólafur Arnalds était ingénieur du son pour le projet Bloodgroup de Janus Rasmussen.

### Ólafur Arnalds
Ólafur Arnalds est un multi-instrumentiste et producteur originaire de Mosfellsbær, en Islande. Il a été batteur pour les groupes de punk hardcore Fighting Shit et Celestine, entre autres. Son travail est se concentre par la présence de cordes et de piano, entre ambient et electropop,. Il a remporté un BAFTA en 2014 pour son travail sur la série britannique ITV Broadchurch.

### Janus Rasmussen
Janus Rasmussen, originaire des îles Féroé, est membre du groupe Bloodgroup. Rasmussen a également travaillé avec d'autres artistes tels que Guðrið Hansdóttir du groupe Byrta.